# 常陸国風土記
『常陸国風土記』（ひたちのくにふどき）は、奈良時代初期の713年（和銅6年）に編纂され、721年（養老5年）に成立した、常陸国（現在の茨城県の大部分）の地誌である。
口承的な説話の部分は変体の漢文体、歌は万葉仮名による和文体の表記による。

## 概要
元明天皇の詔によって編纂が命じられた。常陸国風土記は、この詔に応じて令規定の上申文書形式（解文）で報告された。その冒頭文言は、「常陸の国の司（つかさ）、解（げ）す、古老（ふるおきな）の相伝ふる旧聞（ふること）を申す事」（原漢文）ではじまる。常陸の国司が古老から聴取したことを郡ごとにまとめ風土記を作成したもので、8世紀初頭の人々との生活の様子や認識が読み取れる形式となっている。記事は、新治・筑波・信太・茨城・行方・香島・那賀・久慈・多珂の9郡の立地説明や古老の話を基本にまとめている。
編纂者は不明で、現存テキストには「以下略之」など、省略したことを示す記述があることから、原本そのものの書写ではなく、抄出本の写本とも考えられる。
遣唐副使を務め、『懐風藻』に最多の漢詩を残す藤原宇合が常陸国国守であったことから、その編纂者に比定されることもある。
また、『万葉集』の巻6に、天平4年に宇合が西海道節度使に任じられたときの高橋虫麻呂の送別歌があり、巻9には、高橋虫麻呂の「筑波山の歌」があることから、風土記成立に2人が強く関与していると考える説がある（このことについては高橋虫麻呂を参照）。
現在、風土記は、常陸国、播磨国、肥前国、豊後国、出雲国の5冊のみ伝わっているが、いずれも原本ではない。他は逸文。
常陸国は、大化改新（645年）により646年（大化2）に設置される。現在の石岡市に国府と国分寺が置かれた。そののち新治、白壁（真壁）、筑波、河内、信太、茨城、行方、香島（鹿島）、那賀（那珂）、久慈、多珂（多賀）の11郡が置かれた。
本書における常陸国の名の由来は、以下の2説とされている。
「然名づける所以は、往来の道路、江海の津湾を隔てず、郡郷の境界、山河の峰谷に相続ければ、直道（ひたみち）の義をとって、名称と為せり。」
「倭武（やまとたける）の天皇、東の夷（えみし）の国を巡狩はして、新治の県を幸過ししに国造　那良珠命（ひならすのみこと）を遣わして、新に井を掘らしむと、流泉清く澄み、いとめずらしき。時に、乗輿を留めて、水を愛で、み手に洗いたまいしに、御衣の袖、泉に垂れて沾じぬ。すなわち、袖を浸すこころによって、この国の名とせり。風俗の諺に、筑波岳に黒雲かかり、衣袖漬（ころもでひたち）の国というはこれなり。」
また、『常陸国風土記』が編纂された時代に、常陸国は、「土地が広く、海山の産物も多く、人々は豊に暮らし、まるで常世の国（極楽）のようだ」と評されていた。